# ポルト・ダスコリ
ポルト・ダスコリ（Porto d'Ascoli）は、イタリア マルケ州 アスコリ・ピチェーノ県のサン・ベネデット・デル・トロントの分離集落（フラツィオーネ）。アドリア海に面している。
古代ローマ時代にはサラリア街道のアドリア海側の起点の町であり、カストゥルム・トゥルエンティウムと呼ばれていた。
1245年、神聖ローマ帝国皇帝フリードリヒ2世は都市アスコリに対してトロント川の河口に港を築く事を許可した。そのことを記念してこの地区の名前が付けられた。

## アクセス
- イタリア鉄道 ポルト・ダスコリ駅 - リミニとペスカーラを結ぶ列車が停車する